# Shivpuri
Shivpuri est une ville indienne située dans le district de Shivpuri dans l'État du Madhya Pradesh. En 2001, sa population était de 146 859 habitants.

## Traduction
- (en) Cet article est partiellement ou en totalité issu de l’article de Wikipédia en anglais intitulé « Shivpuri » (voir la liste des auteurs).